# Telimenella gangraena
Telimenella gangraena är en svampart som först beskrevs av Elias Fries, och fick sitt nu gällande namn av Franz Petrak 1947. Telimenella gangraena ingår i släktet Telimenella och familjen Phyllachoraceae.  Arten är reproducerande i Sverige. Inga underarter finns listade i Catalogue of Life.